# لوران دونا فولوغو
لوران دونا فولوغو (12 ديسمبر 1939 - 5 فبراير 2021) سياسي من كوت ديفوار.

## السيرة الشخصية
حضر فولوغو المدرسة العليا للصحافة في ليل، وأصبح فيما بعد رئيس تحرير صحيفة فريتيرنتي ماتين. ثم شغل مناصب وزارية مختلفة في حكومة فيليكس هوفويت بوانيي وأصبح الأمين العام للحزب الديمقراطي لساحل العاج. خلال الحرب الأهلية الإيفوارية الأولى ساعد في المشاركة في المفاوضات بين توغو والمجموعة الاقتصادية لدول غرب إفريقيا. كما شارك في اتفاقيات ليناس ماركوسي كعضو في الحزب الديمقراطي. بالإضافة إلى ذلك شغل منصب رئيس المجلس الاقتصادي والاجتماعي حتى 19 مايو 2011.
توفي لوران دونا فولوجي في أبيدجان في 5 فبراير 2021 عن عمر يناهز 81 عامًا.